# Oxysomatium
Oxysomatium ist eine Gattung der Spulwürmer mit 15 Arten.

## Merkmale
Oxysomatium-Arten sind Cosmocercinae, bei denen der Uterus der Weibchen mit zahlreichen, normal großen (weniger als 100 µm) Eiern gefüllt ist und die Eierstöcke langgestreckt sind. Im Gegensatz zur ähnlichen Gattung Neoxysomatium  hat die Kutikula keine Körperpapillen und Seitenflügel fehlen.

## Systematik
Das Interim Register of Marine and Nonmarine Genera weist folgende Arten aus:
- Oxysomatium acuminatum Schrank, 1788
- Oxysomatium americana Walton, 1929
- Oxysomatium bareilliana Gupta, Chandra & Shalaby, 2004
- Oxysomatium baylisi Walton, 1933
- Oxysomatium brevicaudatum Zeder, 1800
- Oxysomatium dollfusi Baker, 1980
- Oxysomatium itzocanensis Bravo, 1943
- Oxysomatium longespiculum Railliet & Henry, 1916
- Oxysomatium longicauda
- Oxysomatium longicaudata Walton, 1929
- Oxysomatium macintoshii Stewart, 1914
- Oxysomatium mehdii Ilyas, 1980
- Oxysomatium sainathai Subbarao & Naidu, 1983
- Oxysomatium thakarei Subbarao & Naidu, 1983
- Oxysomatium variabilis Harwood, 1930

Synonyme sind Oxisoma Condorelli-Francaviglia, 1899, Oxysoma Schneider, 1866 und Ozysoma Condorelli-Francaviglia, 1899.